# Anton Funk
Anton Funk (ur. 16 lutego 1867, Bogen (Bugi) k. Lidzbarka Warmińskiego, zm. 14 lutego 1956, Unterammergau) – niemiecki historyk, nauczyciel, przewodniczący rady miasta Olsztyna, autor prac dotyczących historii Prus Wschodnich i Olsztyna.

## Życiorys

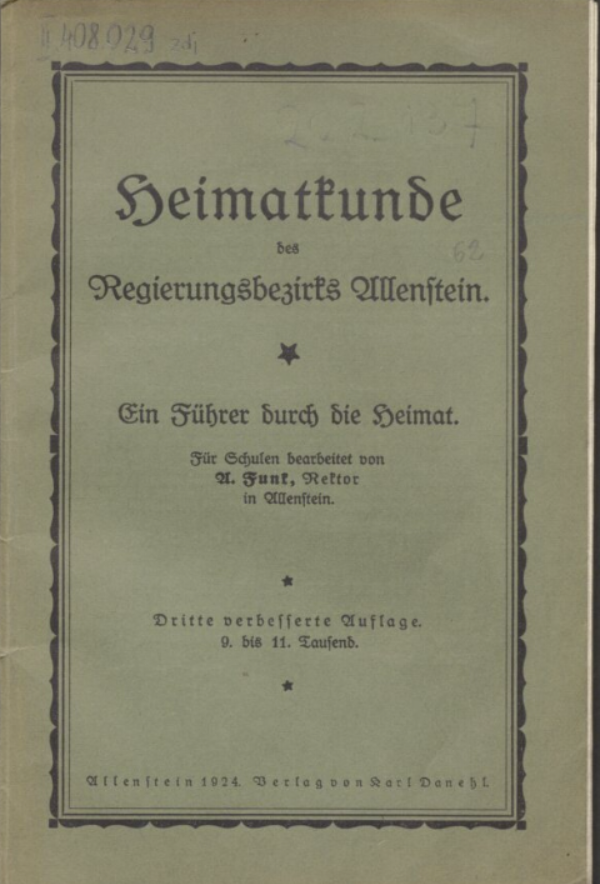
Anton Funk Heimatkunde

Urodził się jako syn rolnika. Ukończywszy seminarium nauczycielskie w Braniewie (1889), pracował jako nauczyciel w Dajtkach, Dobrym Mieście i Olsztynie (tu od 1892). Następnie, po odbyciu kursów w Królewcu i Bonn, został w Olsztynie nauczycielem zawodowej szkoły popołudniowej. Był aktywnym działaczem Ostdeutscher Heimatdienst. Opublikował kilka prac dotyczących historii Prus Wschodnich i Olsztyna, jest autorem części Geschichte der Stadt Allenstein (red. Hugo Bonk, 1903-1931). Po 1945 mieszkał z dziećmi w Nordheim, a następnie w Unterammergau.

## Publikacje
- Heimatkunde des Regierungsbezirks Allenstein: ein Führer durch die Heimat, Allenstein (Olsztyn) 1917 (wznowione w 1924)
- Geschichte der St. Jakobi-Kirche In Allenstein, Allenstein 1925
- Aus Altpreussens Vergangenheit: Heimatkundliche Vorträge über das Preussenland und dessen Beziehungen zu den Nachbarvölkern, Allenstein 1926
- z serii Geschichte der Stadt Allenstein:
  - Bd. II, Teil 2: Die preussische Zeit (seit 1772): nach den Urkundenbüchern volkstümlich dargestellt, Allenstein 1929 (część druga Darstellung der Geschichte Allensteins)
  - Bd. V: Alphabetisches Verzeichnis der Ost- und Personennamen zum Urkundenbuch zur Geschichte der Stadt Allenstein, Allenstein 1929
  - Chronologisches Verzeichnis der Urkunden: Berichte und Schriftstücke zu den Urkundenbüchern zur Geschichte der Stadt Allenstein, Allenstein 1929
- Das Schloß Allenstein, Allenstein 1930
- Geschichte der Stadt Allenstein von 1348 bis 1943, Leer 1955 (dwa wznowienia w 1979 i 1982)